# Luis Santizo
Luis Santizo, né le 23 octobre 1979, est un coureur cycliste guatémaltèque.

## Palmarès et résultats

### Palmarès par année
- 2001
  - 2e de la Vuelta de la Juventud Guatemala
- 2006
  - 3e de la Holy Saturday Cross Country Cycling Classic
- 2007
  - 2e et 9e étapes du Tour du Guatemala
- 2008
  - 3e de la Holy Saturday Cross Country Cycling Classic
- 2011
  -  Champion du Guatemala du contre-la-montre
  - Holy Saturday Cross Country Cycling Classic
  -  Médaillé de bronze du championnat d'Amérique centrale du contre-la-montre
- 2013
  - 3e du championnat du Guatemala du contre-la-montre
- 2014
  - 2e du championnat du Guatemala du contre-la-montre

### Classements mondiaux
| Année            | 2008 | 2009 | 2010 | 2011 | 2012 | 2013 | 2014 |
| ---------------- | ---- | ---- | ---- | ---- | ---- | ---- | ---- |
| UCI America Tour | 168e |      |      |      |      | 338e | 349e |